# Supercoppa bielorussa 2019 (pallavolo maschile)
La Supercoppa bielorussa 2019 si è svolta il 4 ottobre 2019: al torneo hanno partecipato due squadre di club bielorusse maschili e la vittoria finale è andata per la seconda volta consecutiva allo Šachcër Salihorsk.

## Regolamento
Le squadre hanno disputato una gara unica.

## Squadre partecipanti
| Squadra           | Qualificazione                                                 | Ultima partecipazione      |
| ----------------- | -------------------------------------------------------------- | -------------------------- |
| Šachcër Salihorsk | Vincitrice Vysšaja Liha 2018-19 e Coppa di Bielorussia 2018-19 | Supercoppa bielorussa 2018 |
| Budaŭnik Minsk    | Finalista Coppa di Bielorussia 2018-19                         | Supercoppa bielorussa 2018 |

## Torneo
| 4 ottobre 2019 Sportivnyj Kompleks Trest Šachtospecstroj, Salihorsk Durata: 1h:57 - Spettatori: 1 784 | Šachcër Salihorsk | 3 - 1 | Budaŭnik Minsk | 22-25, 28-26, 25-19, 25-14 |